# Sodoma in Gomora
Sodoma in Gomora (/ ˈsɒdəm ... ɡəˈmɒrə /) sta bili dve mesti, omenjeni v 1. Mojzesovi knjigi in v celotni hebrejski Bibliji, Novi zavezi in v devterokanonskih knjigah ter v Koranu in hadisu.
V skladu s Toro sta bili kraljestvi Sodoma in Gomora povezani z mesti Admah, Seboim in Zoara. Teh pet mest, znanih tudi kot 'ravninska mesta' (iz Geneze v različici kralja Jakoba), so bila v ravnini reke Jordan v južni regiji kanaanske dežele. Ravnino so primerjali z rajskim vrtom (1 Mz 13,10) kot dobro zalivano in zeleno, primerno za pašo živine. Nad njimi je bila izrečena božja sodba in štiri od njih sta požrla ogenj in žveplo. Sosednje mesto Zoara (Bela) je bilo edino, ki mu je bilo prizanešeno. V abrahamskih religijah sta Sodoma in Gomora postali sinonim za nepogrešljiv greh, njihov padec pa s pregovorno manifestacijo božje povračilo. (Jud 1,7) Biblija omenja, da so bila mesta uničena zaradi svojih grehov, poskusa posilstva, ošabnosti in egoizma.
Sodoma in Gomora sta bili v zgodovini in sodobnem diskurzu uporabljeni kot metafori za homoseksualnost in sta izvor besed, sodomija, pejorativen izraz za moške homoseksualce in sodomija, ki se v pravnem okviru uporablja pod oznako 'zločini proti narava' za opis analnega ali oralnega spolnega odnosa (zlasti homoseksualnega) in zoofilija. To temelji na eksegezi biblijskega besedila, ki razlaga božjo sodbo nad Sodomo in Gomoro kot kazen za greh homoseksualnega spolnega odnosa, čeprav nekateri sodobni učenjaki tej razlagi nasprotujejo. Nekatere islamske družbe vključujejo kazni, povezane s Sodomo in Gomoro, v šeriatsko pravo.

## Etimologija
Etimologija obeh imen je negotova in znanstveniki se o njih ne strinjajo.
V hebrejščini so znani kot סְדֹם (Səḏōm) in עֲמֹרָה (‘Ămōrāh). V Septuaginti sta to postali Σόδομα (Sódoma) in Γόμορρᾰ (Gómorrha; hebrejski ghayn je absorbiral ayin nekje po prepisu Septuaginte, še vedno ga Mizrahi izgovarjajo kot izrazit uvularni frikativ, ki ga v grščini gamma, v grščini glasovni velarni postanek).
Po besedah Boba Macdonalda je hebrejski izraz Gomora temeljil na semitskem korenu ʿ-m-r, kar pomeni 'biti globok', 'obilen (voda)'.

## Prva Mojzesova knjiga
Prva Mojzesova knjiga – Geneza - je glavni vir, ki omenja mesti Sodoma in Gomora.

### Bitka v Sidimski dolini
Bitka pri Siddimu je opisana v 1. Mojzesovi knjigi 1 Mz 14,1–17. Lot se utabori v mejah Sodome v času, ko so »sodomski možje [hudobni] in grešniki pred Gospodom nadvse«. Sodomi in Gomori vladata Bera oziroma Birša, čeprav njuno kraljestvo ni suvereno, ker je jordanska ravnina dvanajst let pod vlado Čedorlaomerja Elamita.
V trinajstem letu podjarmljenja se je pet kraljev jordanske ravnice - Bera, Birša, Šinab iz Admaha, Šemeber iz Zeboiima in neimenovani kralj Zoara (Bele) - uprlo proti Elamu. Naslednje leto Čedorlaomer zbere sile iz Šinarja, Elasarja in Gojima, da zatre upor v Sidimski dolini. Mesta ravnice imajo velike izgube in so poražena. Sodoma in Gomora sta oropani in ujeti ujetniki, med njimi tudi Lot.
Plima se obrne, ko Lotov stric Abraham zbere elitno silo, ki v Hobi, severno od Damaska, pobije gostitelje Čedorlaomerja in mesta ravnice osvobodi izpod Elama.

### Sodba o Sodomi in Gomori
Zgodba o sodbi Sodome in Gomore je opisana v 1 Mz 18–19 – Bog v gosteh pri Abrahamu. Trije možje pridejo k Abrahamu v ravnino k Mamrejevim hrastom. Ko so angeli prejeli gostoljubje Abrahama in Sare, Gospod razkrije Abrahamu, da bo potrdil, kar je slišal proti Sodomi in Gomori, »Vpitje iz Sódome in Gomóre je res silno in njihov greh je izredno težak.«
Abraham vpraša, ali bo Gospod prizanesel mestu, če bo v njem petdeset pravičnih ljudi, s čimer se Gospod strinja. Abraham nato prosi za milost pri zaporedno nižjih številkah - najprej petinštirideset, nato štirideset, nato trideset, nato dvajset in nazadnje deset - pri čemer se je Gospod vsakič strinjal. [18]
Dva angela so poslali naprej v Sodomo, sreča jih Abrahamov nečak Lot, ki jih prepriča, da se nastanijo pri njem, on pa jim postreže z obrokom.
4 Preden sta legla, so hišo obstopili meščani, sódomski moški, vsi, od dečkov do starcev, vse ljudstvo do zadnjega moža.
5  Klicali so Lota in mu rekli: »Kje sta moža, ki sta nocoj prišla k tebi? Pripelji ju ven k nam, da ju spoznamo!« 
Lot ni hotel pustiti svojih gostov prebivalcem Sodome in jim je namesto tega ponudil svoji dve deviški hčeri, »ki še nista spoznali moža«, in »jima storite, kar je v vaših očeh dobro«. Zavrnili so to ponudbo, se pritožili nad Lotom, ki jim je sodil, nato pa so prišli blizu, da bi razbili vrata. Lotovi angelska gosta sta ga rešila in moške prizadela s slepoto ter Lota obvestila o svoji nalogi, da uničita mesto, nato pa Lotu ukazala, naj zbere svojo družino in odide. Ko so pobegnili, je en angel ukazal Lotu, naj »ne gleda za sabo«. Ko sta Sodomo in Gomoro uničevala z žveplom in Gospodovim ognjem, se je Lotova žena ozrla na mesto in postala je steber soli.

## Druge biblične omembe
Hebrejska Biblija vsebuje še nekaj drugih sklicev na Sodomo in Gomoro. Nova zaveza vsebuje tudi odlomke vzporednic z uničenjem in okoliškimi dogodki, ki so se nanašali na ta mesta in tiste, ki so bili vpleteni. Kasnejša devterokanonska besedila poskušajo zbrati dodatna spoznanja o teh mestih Jordanove nižine in njihovih prebivalcih. Poleg tega negostoljubnost, ki je povzročila uničenje, spominja na Knjigo sodnikov iz knjige Levitova priležnica.

## Zgodovinskost
Obstajajo tudi druge zgodbe in zgodovinska imena, ki so podobna svetopisemskim zgodbam o Sodomi in Gomori. Predlaganih je nekaj možnih naravnih razlag za opisane dogodke, vendar za mesta niso našli široko sprejetih ali bolj preverjenih lokacij.

### Prizorišče
Jasno je bilo razumeti, da so se zgodbe o Sodomi in Gomori in njihovem uničenju, najsi bodo zgodovinske ali ne, zgodile blizu Mrtvega morja, med tako imenovanimi 'ravninskimi mesti', omenjenimi v 1. Mojzesovi knjigi (1 Mz 13,12). Obstajali so različni predlogi in poskusi najti kanaanski pentapolis okoli Mrtvega morja. Za zloglasni mesti je bilo predlaganih veliko lokacij, od severovzhodne do jugozahodne dela Mrtvega morja. Nobenega arheološkega najdišča ali ruševine ni ali ga do zdaj ni bilo  mogoče zanesljivo določiti.
Starogrški zgodovinopisec Strabon navaja, da domačini, ki živijo blizu Moasade (v nasprotju z Masado), pravijo, da je bilo »nekoč trinajst naseljenih mest v tej regiji, katerih metropola je bila Sodoma«. Strabon identificira apnenčast in slan hrib na jugozahodu Mrtvega morja in Kharbet Usdum (hebrejsko הר סדום, Har Sedom ali arabsko جبل السدوم, Jabal (u) 'ssudūm), ruševine v bližini kot mesto biblijske Sodome. Archibald Sayce je prevedel akadsko pesem, ki opisuje mesta, ki so bila uničena v ognjenem dežju, napisana z vidika osebe, ki se je uničenju umaknila; imena mest niso navedena. Sayce kasneje omenja, da zgodba bolj spominja na pogubo gostitelja Sanheriba.
Judovski zgodovinar Jožef Flavij identificira Mrtvo morje v geografski bližini starodavnega biblijskega mesta Sodome. Jezero označuje z grškim imenom Asphaltites.

### Naravna nesreča
Nekateri dvomljivci svetopisemskega poročila so teoretizirali, da bi jih lahko, če bi sploh obstajala, uničila naravna nesreča. Ena takih idej je, da je Mrtvo morje uničil potres med letoma 2100 in 1900 pr. n. št. To bi lahko sprožilo ploho uparjenega katrana. Možno je, da je mesta uničil potres, še posebej, če ležijo ob večji prelomnici, kot je Jordanski tektonski jarek Manjka sodobnih poročil o potresni aktivnosti v času, potrebnem za potrditev te teorije.

## Sodobna Sodoma
Mesto sedanjega Dead Sea Works (hebrejsko: מפעלי ים המלח, Mif'alei Yam HaMelakh), velike proizvodnje pridobivanja mineralov iz Mrtvega morja, se po tradicionalnem arabskem imenu Khirbet as-sudūm (خربت السدوم) imenuje Sdom (סדום). V bližini je gora Sodoma (הר סדום v hebrejščini in جبل السدوم v arabščini), ki je v glavnem sestavljena iz soli. Na planoti Sdom (מישור סדום) na jugu je nekaj izvirov in dve majhni kmetijski vasici, Neot HaKikar in Ein Tamar.

## Druga svetovna vojna
Operacija Gomorrah je bilo ime bombardiranja Hamburga julija 1943, v katerem je bilo ubitih 42.600 civilistov in kjer je uporaba zažigalnih bomb povzročila vrtinec in vrtinčenje navzgor pregretega zraka, ki je ustvaril 460 metrov visok tornado ognja.